# Лебедевка (Сахновщинский район)
Лебедевка (укр. Лебедівка) — село, 
Лебедевский сельский совет,
Сахновщинский район,
Харьковская область.
Код КОАТУУ — 6324883501. Население по переписи 2001 года составляет 761 (371/390 м/ж) человек.
Является административным центром Лебедевского сельского совета, в который, кроме того, входят сёла
Красноярка,
Нагорное и
Нововладимировка.

## Географическое положение
Село Лебедевка находится на расстоянии 8 км от Сахновщины на одном из истоков река Сугарь.
На реке сделано несколько запруд.
На расстоянии в 2 км расположены пгт Сахновщина, сёла Новоалександровка и Шевченково.
Через село проходит автомобильная дорога Т-2109.

## История
- 1902 — дата основания как Куцо-Ганебновские хутора. Основаны переселенцами из села Ганебного Дар-Надеждинской волости Константиноградского уезда Полтавской губернии. укр. Ганебне переводится как Позорное.
- 1917 — переименовано в хутор Куцо-Ганебное (укр. Куцо-Ганебне).
- 10 октября 1941 - оккупировано вермахтом.
- 17 сентября 1943 - освобождено РККА. В селе похоронены 33 павших воина.

- В 1946 г. Указом ПВС УССР село Куцо-Ганебное переименовано в Лебедевку[1].

- В 1966 году население составило 781 человек. В селе действовал колхоз имени Горького с угодьями 4737 га. Доход колхоза в 1965 году составил 1,242 млн.рублей, валовый сбор сельхозпродукции - 76 219 центнеров.

## Экономика
- ООО «Аграрный дом им. Горького».

## Объекты социальной сферы
- Школа.